# میلانی تیری
میلانی تیری (به انگلیسی: Mélanie Thierry) (زاده ۱۷ ژوئیه ۱۹۸۱) بازیگر و مدل فرانسوی است.
از فیلم‌های معروف او می‌توان به فیلم قضیه صفر اشاره کرد.
او در سال ۲۰۲۱ به عنوان رئیس هیات داوران بخش دوربین طلایی جشنواره فیلم کن انتخاب شد.

## فیلم‌شناسی
فهرست برخی از فیلم‌هایی که میلانی تیری در آنها به ایفای نقش پرداخته‌است:
- قضیه صفر
- شفیره
- افسانه ۱۹۰۰
- پلوتونیم-۲۳۹
- یک روز عالی
- رقصنده
- بابلیون ای.دی
- لارگو وینچ
- ۵ هم خون
- سلطنت زیبایی ۲۰۱۴